# 新安镇 (正定县)
新安镇，是中华人民共和国河北省石家庄市正定县下辖的一个镇。

## 行政区划
新安镇下辖以下地区：
新安村、吴兴村、李家庄村、柳树科村、南王庄村、于家庄村、东权城村、西权城村、秦家庄村、北白佛村、七吉村、西慈亭村、东慈亭村和窑上村。

## 交通
- 京广铁路：新安村站